# Zimník
Zimník este o arie protejată (arie specială de conservare — SAC, sit de importanță comunitară — SCI) din Slovacia întinsă pe o suprafață de 37,73 ha, integral pe uscat.

## Localizare
Centrul sitului Zimník este situat la coordonatele 49°23′42″N 19°39′39″E / 49.395°N 19.660833°E.

## Înființare
Situl Zimník a fost declarat sit de importanță comunitară în aprilie 2004 pentru a proteja 2 specii de animale. Situl a fost protejat și ca arie specială de conservare în martie 2004.

## Biodiversitate
Situată în ecoregiunea alpină, aria protejată conține 2 habitate naturale: Mlaștini alcaline, Mlaștini turboase de tranziție și turbării mișcătoare.
La baza desemnării sitului se află mai multe specii protejate de  nevertebrate (2): Vertigo angustior, Vertigo geyeri.
Pe lângă speciile protejate, pe teritoriul sitului au mai fost identificate 1 specie de plante.